# 中央交通 (愛知県)

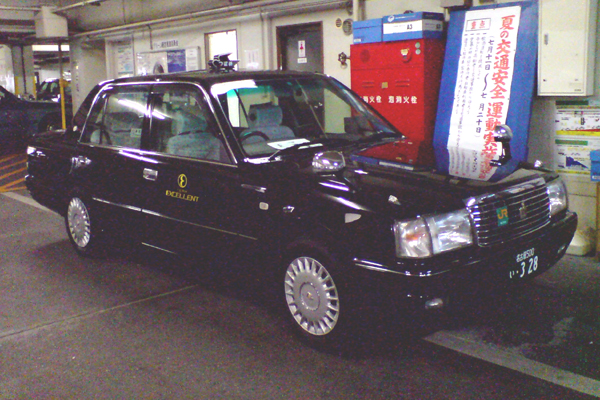
チームエクセレント専用車両

中央交通株式会社（ちゅうおうこうつう）は、愛知県名古屋市中村区に本社を置く、つばめタクシーグループに属するタクシー事業者である。
なお、大阪府の中央交通株式会社ほか「中央交通」を名乗る他社とは無関係である。

## 営業所
- 本社営業所 : 愛知県名古屋市中村区寿町3番地
- 港営業所 : 愛知県名古屋市港区小碓4丁目546番地